# Återfödelsen
Återfödelsen är en svensk zombiefilm från 2010. Filmen var regissören Hugo Liljas examensarbete från Dramatiska Institutet och i rollerna ses bland andra Jonatan Rodriguez, Emelie Jonsson och Anna Uddenberg.

## Handling
30 år har gått efter zombieutbrottet och människor börjat tämja zombies för att arbeta som billig arbetskraft. Filmen skildrar ett ungt par, Katrin och Mark, som kämpar mot vardagstristessen i sitt arbete med zombieinfångande och med sitt trassliga förhållande.

## Rollista
- Jonatan Rodriguez	– Mark
- Emelie Jonsson – Katrin
- Anna Uddenberg – mamman
- Anneli Martini – Rotmeier
- Albin Grenholm – Fredrik
- Jacob Mohlin – Morgan
- Peter Järn – demografen
- Peter Carlberg – Bengt
- Fredrik Wagner – Johannes
- Pia Nilsson – Emilie
- Tomas Glaving	– vakten
- Petter Sandzén – Kenneth
- Maria Eggers – prästen
- Tobias Centerwall – Flink
- Ismet Sabaredzovic – Katec

```
Filmer och TV-serier 
```

Albin Grenholm
- 2010 - Återfödelsen
- 2016 - Midnattssol

## Om filmen
Återfödelsen producerades av Bonnie Skoog Feeney och spelades in efter ett manus av Lilja. Den fotades av Benjam Orre och klipptes av Rickard Krantz och Max Arehn. Den premiärvisades den 19 november 2010 på Stockholms filmfestival. Året efter visades den även på bland annat Göteborgs filmfestival, Uppsala kortfilmsfestival samt i Sveriges Television.
Filmen har belönats med flera priser. Vid Stockholms filmfestival 2010 mottog den priset 1 km film. 2011 vann den pris för bästa europeiska kortfilm vid Berlins filmfestival och nominerades vid samma festival till en Guldbjörn för bästa kortfilm. Vid Chicago International Film Festival 2011 fick filmen priset Silver Hugo samt nominerades för bästa kortfilm. Vid European Film Awards 2011 nominerades filmen i kategorin bästa kortfilm och vid Sitges - Catalonian International Film Festival 2011 vann den pris i samma kategori. Vid Clermont-Ferrand International Short Film Festival vann den priset Canal + Award.